# Maker-with-Rame
Maker-with-Rame ist eine Gemeinde im Südosten von Cornwall in Großbritannien. Die Gemeinde liegt am südöstlichen Ende der Halbinsel Rame, etwa 6,5 km südlich von Saltash und 3 km westlich von Plymouth. Im Norden grenzt das 525 ha große Gemeindegebiet an den Hamoaze, im Osten an den Plymouth Sound und im Süden an den Ärmelkanal. Im Westen grenzt es an die Gemeinden Millbrook und St John.

## Geschichte
Maker-with-Rame entstand 1941 durch die Zusammenlegung der beiden Kirchengemeinden Maker und Rame. Die Gemeinde besteht aus den fünf Ortsteilen Maker, Rame, Cremyll, Cawsand und Kingsand. Über 90 % der 1070 Einwohner leben in den Dörfern Cawsand und Kingsand. Ein Großteil des Gemeindegebiets liegt innerhalb des Mount Edgcumbe Country Parks.
Im Zuge des Baus des Fortgürtels um Plymouth wurden im 19. Jahrhundert entlang der Küste zahlreiche Küstenbefestigungen errichtet, darunter die Cawsand Battery oberhalb von Kingsand und Cawsand, Fort Picklecombe nördlich von Kingsand, die Penlee Point Battery südlich von Cawsand sowie Polhawn Fort südwestlich von Rame. Hinzu kamen insgesamt fünf weitere Küstenartilleriestellungen bei Maker, die jedoch zum Großteil wieder verschwunden sind.

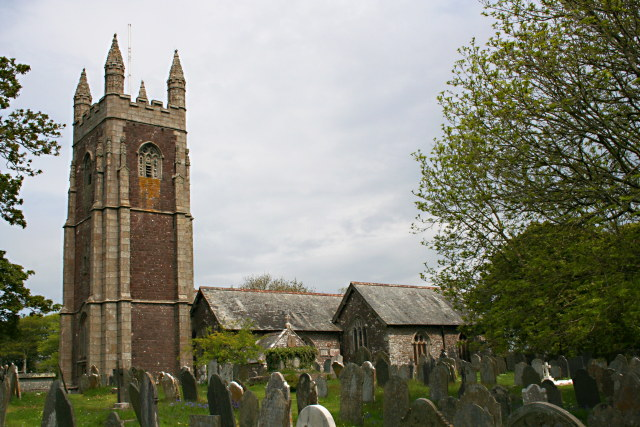
Kirche von Maker

## Maker
Die Kirche des kleinen Weilers Maker wurde erstmals 1186 erwähnt und ist St Mary und St Julian geweiht. Im Mittelalter war sie im Besitz der Priore von Plympton. Im 15. Jahrhundert wurde sie auf ihre heutige Größe erweitert. Die Kirche diente der Familie Edgcumbe als Familienkirche und Grabstätte. Während des Englischen Bürgerkriegs wurde die Kirche von Oberst Piers Edgcumbe befestigt, bis er sich 1644 den Truppen des Parlaments ergeben musste.
Im Inneren befindet sich ein romanisches Taufbecken. Im 18. und 19. Jahrhundert diente der Kirchturm als Signalstation für die Royal Navy. An der Straße nach Cremyll befindet sich eine St Julian geweihte Heilige Quelle mit einer kleinen Kapelle aus dem 14. oder 15. Jahrhundert.

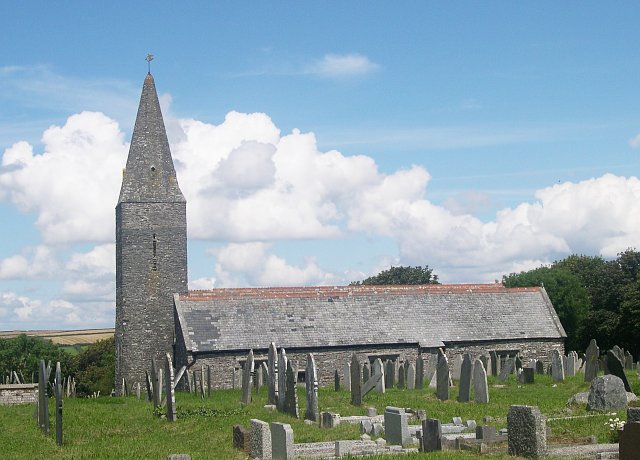
Kirche von Rame

## Rame
Der Ortsteil Rame besteht nur aus wenigen Häusern und der Kirche St Germanus. Rame wird erstmals 981 erwähnt, als Graf Ordulf, ein Onkel Æthelreds, Rame der von ihm gegründeten Abtei Tavistock schenkt. Im Domesday Book von 1086 wird Rame als Besitz von Tavistock genannt. Die aus Schiefer erbaute Kirche stammt von 1239, 1259 wurde sie St Germanus geweiht. Im 15. Jahrhundert wurde die Kirche umgebaut und erweitert. Sie verfügt als eine der wenigen Kirchen in Cornwall über eine Kirchturmspitze, die als Seezeichen für die Einfahrt in den Plymouth Sound diente. 1848 und 1886 wurde die Kirche restauriert. Im Inneren besitzt sie noch Bankreihen aus dem 16. Jahrhundert, sie ist immer noch nicht an das Stromnetz angeschlossen und muss mit Kerzen beleuchtet werden.
Südlich von Rame liegt die Landspitze Rame Head.

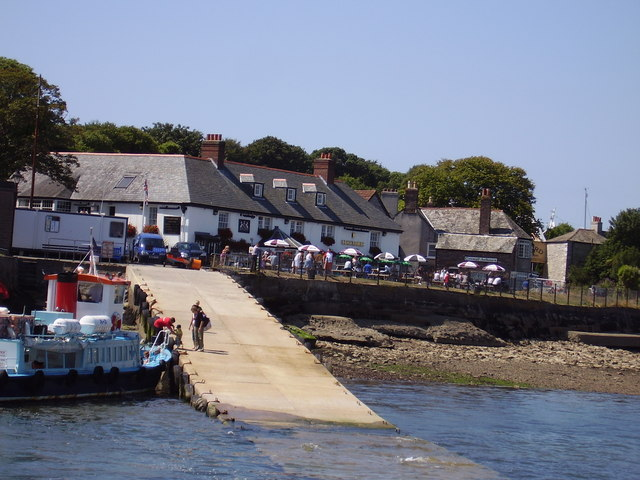
Fähranleger von Cremyll

## Cremyll
Der kleine Fährort Cremyll ist der Endpunkt der von Stonehouse, einem Stadtteil von Plymouth, kommenden Personenfähre. Die Fähre war bis zur Eröffnung der Fähre zwischen Devonport und Torpoint 1791 die Hauptverbindung zwischen Plymouth und dem Südosten von Cornwall. Sie wurde bereits 1204 erwähnt, ist aber vermutlich noch älter. Im Mittelalter bestand an Stelle der heutigen Siedlung ein West Stonehouse genanntes Dorf, während die Siedlung auf dem östlichen Ufer des Hamaoze East Stonehouse genannt wurde. 1350 wurde West Stonehouse von den Franzosen niedergebrannt. Als das Dorf wiederaufgebaut wurde, erhielt es den Namen Cremyll.
In Cremyll liegt die Hauptzufahrt zum Herrenhaus Mount Edgcumbe House.

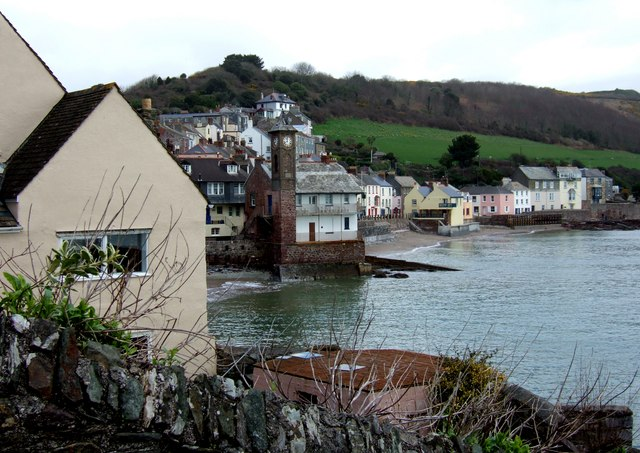
Kingsand von Cawsand aus gesehen

## Cawsand und Kingsand
Cawsand und Kingsand sind zwei Zwillingsdörfer an der Cawsand Bay. Bis 1844 waren die beiden Dörfer getrennt, Cawsand gehörte zur Kirchengemeinde Rame und zu Cornwall, Kingsand gehörte zu Maker und zu Devon. Die Grenze zwischen den beiden Grafschaften bildete ein Bach, der heute überbaut ist. Seit einer 1844 durchgeführten Grenzkorrektur gehören beide Dörfer zu Cornwall.
Da Cawsand bis 1941 zu Rame gehörte und die Kirche von Rame sehr weit vom Dorf entfernt liegt, wurde 1878 die Kirche St Andrew's in Cawsand erbaut.
Die Cawsand Bay ist ein natürlicher Hafen mit zwei Stränden bei Kingsand und Cawsand. Der Name Cawsand wird zuerst zu Beginn des 15. Jahrhunderts als Couyssond erwähnt. In früheren Jahrhunderten lebte die Bevölkerung der beiden Dörfer vom Fischfang und vor allem im 18. und 19. Jahrhundert vom Schmuggel. Heute sind die beiden Dörfer beliebte Ausflugsziele, etwa ein Drittel der Häuser werden als Ferienhäuser oder Zweitwohnungen genutzt.
Südlich von Cawsand befindet sich die Landspitze Penlee Point.